# Modo (Software)
modo ist ein 3D-Modellierungsprogramm für Polygone, Subdivision Surface, Sculpting, 3D Painting und Rendering. Unterstützte Betriebssysteme sind Linux, Mac OS X und Microsoft Windows.

## Geschichte
modo wurde ausgehend vom ehemaligen LightWave 3D entwickelt.
Nach vier Jahren Entwicklungszeit wurde modo auf der SIGGRAPH 2004 vorgestellt.